# Лобанова-Ростовская, Екатерина Александровна
Княгиня Екатерина Александровна Лобанова-Ростовская, урождённая Куракина (3 сентября 1735 — 7 ноября 1802) — племянница графов Никиты и Петра Паниных, сестра статс-дамы Н. А. Репниной; родная тётка князей Александра и Алексея Куракиных. Троюродная сестра императора Петра II.

## Биография
Екатерина Александровна, четвёртая из семи дочерей князя Александра Борисовича Куракина, обер-шталмейстера и конференц-министра и жены его, Александры Ивановны, рождённой Паниной. Получила превосходное воспитание и образование. Мать её очень любила вести светский образ жизни, поэтому всех дочерей своих рано начала вывозить. Совсем юной Екатерина была представлена ко двору, где сразу завоевала звание одной из первых красавиц.

## Замужество

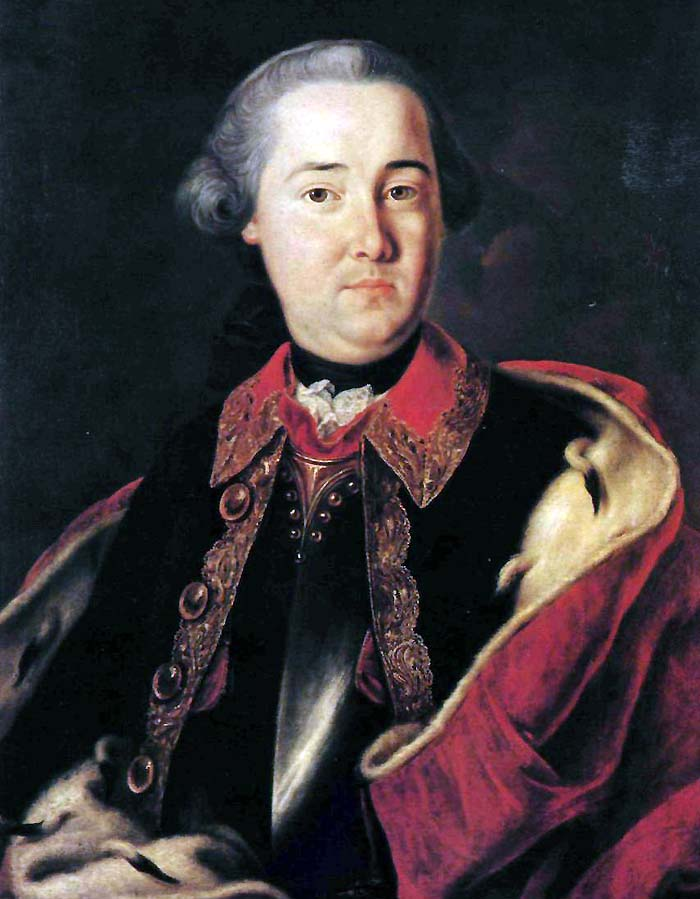
Князь И. И. Лобанов
Художник Д.Людерс,1758

В семнадцать лет от роду Екатерина вышла замуж за князя Ивана Ивановича Лобанова-Ростовского, ротмистра Конной гвардии. Свадьба состоялась в мае 1752 года при дворе с большим великолепием.

О своём знакомстве с княжной Куракиной по этому случаю, Екатерина II рассказала в своих записках::
У меня сильно болело горло, что продолжалось более трех недель, при сильном жаре, во время которого Императрица прислала мне княжну Куракину, выходившую замуж за князя Лобанова. Я должна была её причесывать; её усадили для этого в придворном платье и в больших фижмах  на мою постель; я старалась, как могла; но Чоглокова, видя, что мне не удается убрать ей голову, велела ей сойти с моей постели и докончила её прическу. Я не видала этой дамы с тех пор.

## Жизнь в Москве
Скоро после свадьбы Екатерина Александровна, по причине своего слабого и болезненного здоровья, удалилась от двора. Она почти безвыездно проживала или в Москве в родительском доме, служившем главной квартирой для многочисленной куракинской семьи, или в своём имении в Волоколамском уезде.
Семья Лобановых быстро росла, почти каждый год рождались дети, а материальное их положение оставляло желать лучшего.
Служба в дорогом полку и крайняя непрактичность в делах князя Ивана Ивановича очень расстроили его состояние, бесконечные процессы по поводу наследства княгини Барятинской, на которое он претендовал, решались не в его пользу, и положение супругов Лобановых подчас становилось критическим, что весьма озабочивало княгиню Екатерину Александровну и всю её родню.
Сыновья её воспитывались бабушкою, вместе с князьями Александром и Алексеем Борисовичами Куракиными, и лишь впоследствии, с получением наследства после тетки Кантемировой , дела Лобановых немного поправились.

В личной жизни Екатерины Александровны всё тоже было непросто. В обществе ходили слухи, что её муж не был способен иметь детей, но благодаря одному из его интендантов, некому калмыку-выкресту, на свет появились все дети княгини Лобановой. Честь княгини была оправдана уже в XXI веке, когда её потомок Никита Дмитриевич прошёл ДНК-тестирование, подтвердившее его происхождение по прямой мужской линии от Владимира Мономаха. 

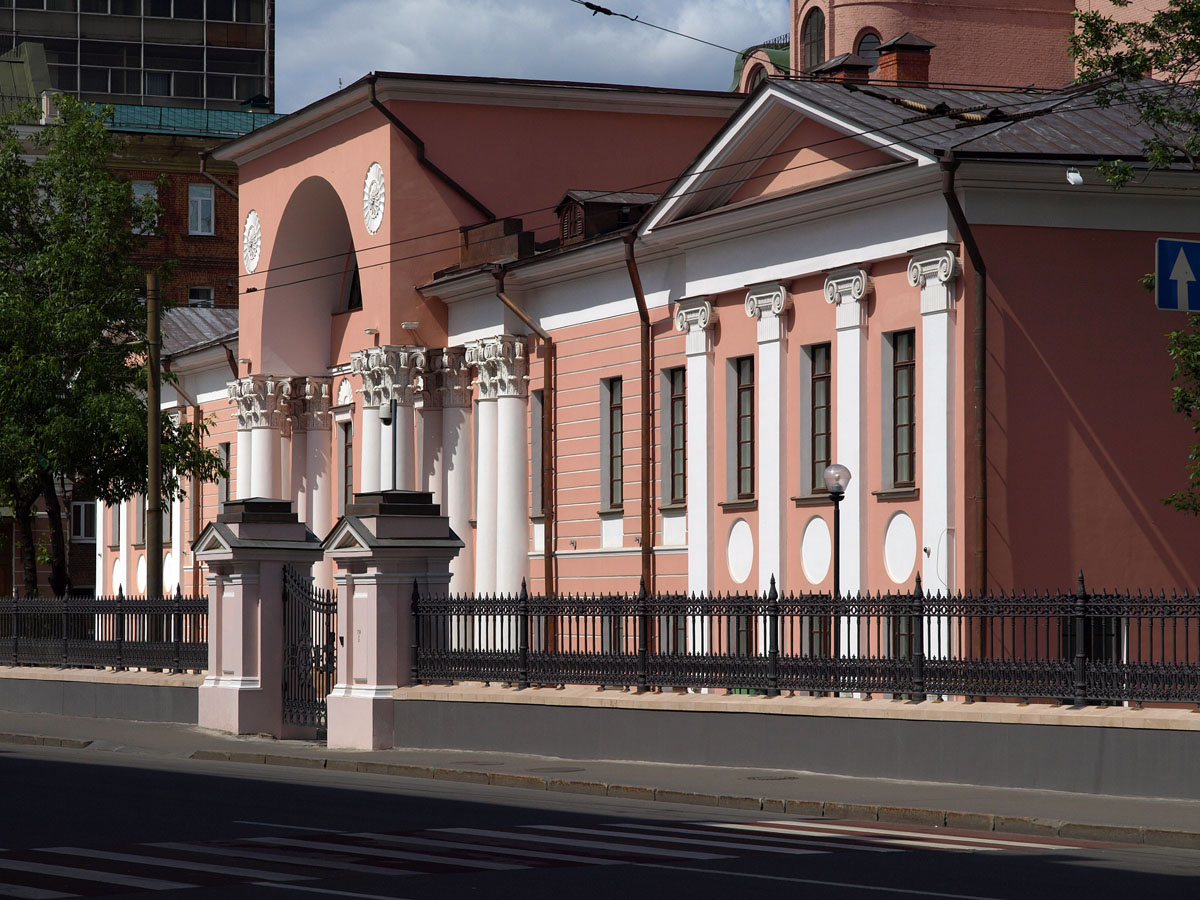
Дом А. И. Лобанова-Ростовского на Мясницкой

По словам Бантыша-Каменского, княгиня Екатерина Александровна :
…Не знала гордости, была ласкова, вежлива, любезна со всеми, благотворительна, получила отличное воспитание и имела веселый нрав, не изменившийся даже в маститой старости; кротость и доброта души  изображались на лице её. Окруженная сыновьями, внуками, родными, она напоминала собой времена патриархальные, когда старость была почтенна на земле. Графы Панины, князь Репнины, князья Куракины, Голицыны, Долгорукие и Волконские, Бутурлины, Салтыковы, Тутолмины, Нелединские  беспрестанно посещали её по связям родства и из уважения к её добродетелям и примерной жизни.
Последние годы Екатерины Александровны были омрачены потерями. Сначала ранней смертью младшей дочери Прасковьи, в 1791 году кончиной мужа. Княгиня Екатерина Александровна Лобанова-Ростовская скончалась 7 ноября 1802 года и была погребена, рядом с мужем, в Знаменской церкви Новоспасского монастыря, в Москве .

## Дети
От Екатерины Александровны ведут происхождение все Лобановы-Ростовские последующего времени. Супруги имели пять сыновей и двух дочерей:
- Мария Ивановна (1753—1814), умерла незамужней
- Александр Иванович (1754—1830) — генерал-майор.
- Иван Иванович (1755—1756)
- Никита Иванович (1757—1758)
- Дмитрий Иванович (1758—1838) — генерал от инфантерии, министр юстиции.
- Яков Иванович (1760—1831) — малороссийский генерал-губернатор.
- Прасковья Ивановна (1761—1782) — была замужем за Лукьяном Ивановичем Талызиным (1745 — после 1793), действительным статским советником.

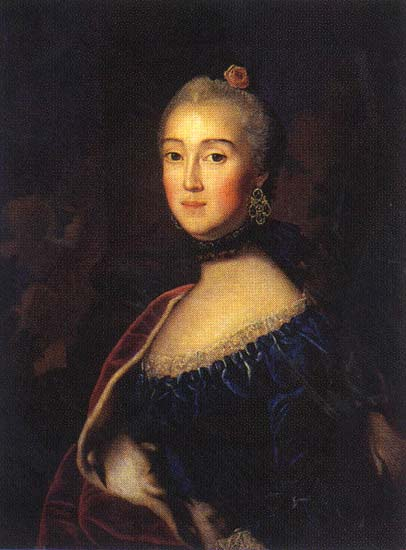
Екатерина Александровна
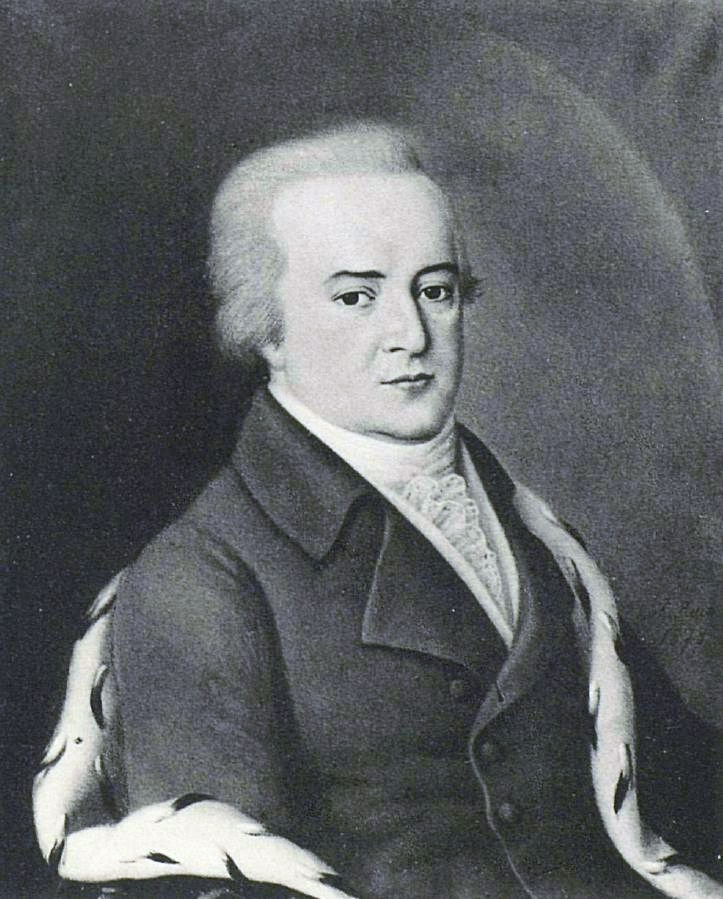
Александр Иванович
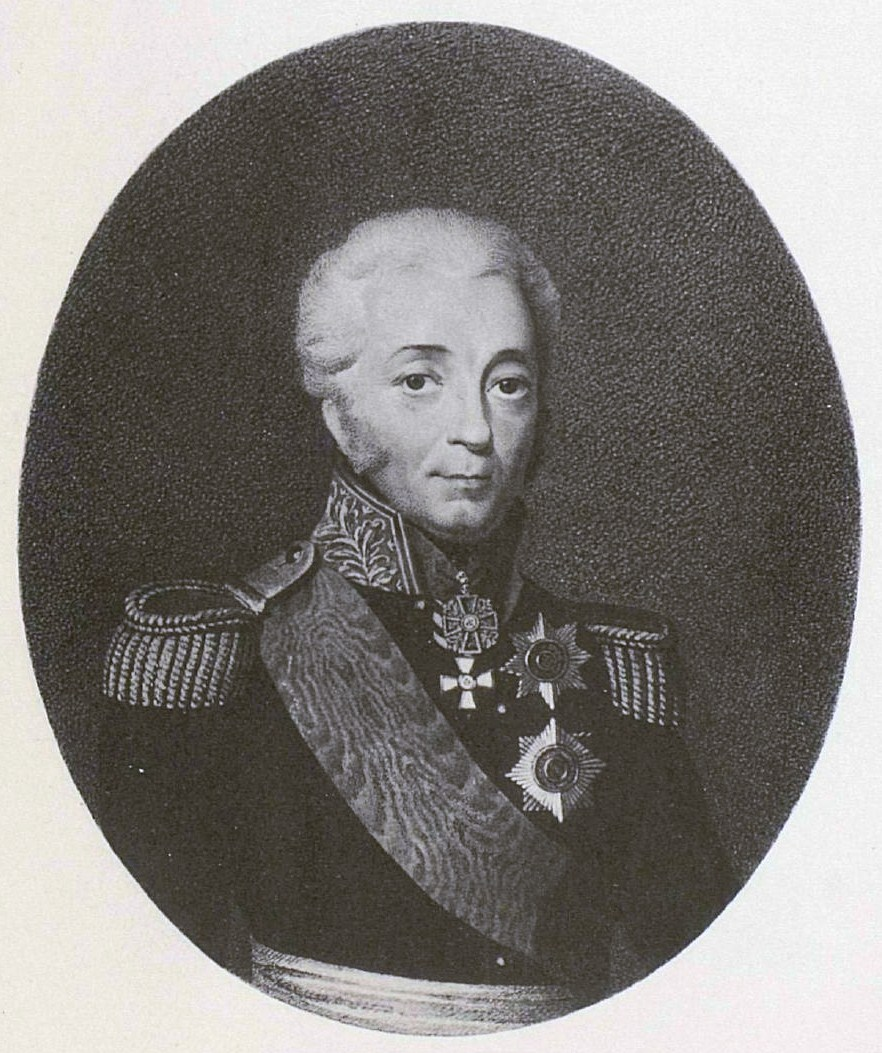
Дмитрий Иванович
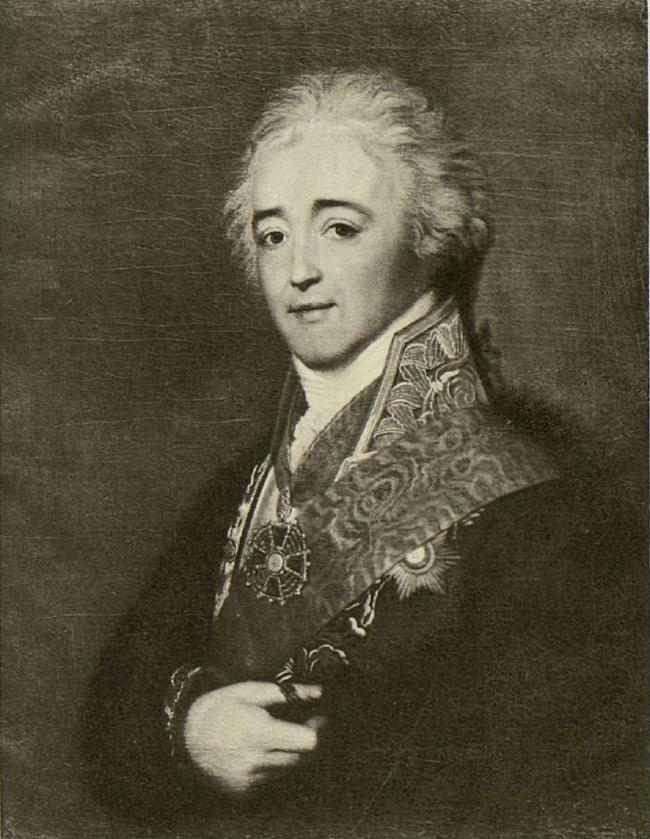
Яков Иванович